# Sistema Lutheran
Il sistema Lutheran è uno dei 38 sistemi di gruppi sanguigni, basato sulla presenza di antigeni chiamati Lutheran sulle superfici dei globuli rossi.
Sono noti 19 antigeni Lutheran, che derivano dalle variazioni di un gene chiamato BCAM (Basal Cell Adhesion Molecule, molecola di adesione delle cellule basali).
Il sistema si basa sull'espressione di due alleli codominanti, designati Lua e Lub. Gli antigeni Aua e Aub, noti come antigeni Auberger, una volta si pensava costituissero un gruppo sanguigno separato, ma si sono dimostrati antigeni Lutheran derivanti da variazioni del gene BCAM.
Il fenotipo Lu(a-b+) è il più comune in tutte le popolazioni; i fenotipi Lu(a+b-) e Lu(a+b+) si trovano con varie frequenze; il fenotipo Lu(a-b-) non è comune: sebbene presente nel feto, a volte è causa di eritroblastosi fetale o di reazioni trasfusionali.